# Tigridia venusta
Tigridia venusta är en irisväxtart som beskrevs av Robert William Cruden. Tigridia venusta ingår i släktet Tigridia och familjen irisväxter. Inga underarter finns listade i Catalogue of Life.